# Sada Cruzeiro Vôlei
 (février 2016).
Si vous disposez d'ouvrages ou d'articles de référence ou si vous connaissez des sites web de qualité traitant du thème abordé ici, merci de compléter l'article en donnant les références utiles à sa vérifiabilité et en les liant à la section « Notes et références ».
Le Sada Cruzeiro Vôlei est un club de volley-ball brésilien basé à Belo Horizonte, et qui évolue au plus haut niveau national (Superliga).

## Bilan sportif

### Palmarès
| Compétitions internationales | Compétitions nationales |
| - Championnat du monde des clubs : - Champion (4) : 2013, 2015, 2016, 2021. - Finaliste (2) : 2012, 2019. - Championnat sud-américain des clubs : - Vainqueur (8) : 2012, 2014, 2016, 2017, 2018, 2019, 2020, 2022. - Finaliste (1) : 2015. | - Championnat du Brésil : - Champion (7) : 2012, 2014, 2015, 2016, 2017, 2018, 2022. - Finaliste (2) : 2011, 2013. - Coupe du Brésil : - Vainqueur (6) : 2014, 2016, 2018, 2019, 2020, 2021. - Supercoupe du Brésil : - Vainqueur (5) : 2015, 2016, 2017, 2021, 2022. - Finaliste (3) : 2018, 2019, 2020. - Championnat d'État du Minas Gerais : - Champion (14) : 2008, 2010, 2011, 2012, 2013, 2014, 2015, 2016, 2017, 2018, 2019, 2020, 2021, 2022 - Finaliste (1) : 2006 |

## Joueurs et personnalités du club

### Entraîneurs
- 2007-2009 :  Talmo Oliveira
- 2009-2021 :  Marcelo Méndez
- 2021- :  Filipe Ferraz